# 想 -new love new world-
『想 -new love new world-』（そう ニュー・ラブ ニュー・ワールド）は、福山雅治23枚目のシングル。2008年10月22日発売。制作はユニバーサルJ、発売・販売元はユニバーサルミュージック。

## 解説
前作『東京にもあったんだ／無敵のキミ』からおよそ1年半ぶりとなるシングル。
テレビ朝日系北京オリンピック放送テーマソングとして着うたが先行配信されていた「HIGHER STAGE」、福山も出演したキリン「FIRE」CMソングに起用された「明日の☆SHOW」、東芝液晶テレビ「REGZA」・ハイビジョンレコーダー「VARDIA」CMソングに起用された「想 -new love new world-」と収録曲すべてにタイアップがつくシングルになっている。
本作から3タイプでの発売となり、初回限定盤A、初回限定盤B、通常盤での発売となった。初回限定盤Aには「想 -new love new world-」のミュージック・ビデオを収録したDVDとフォトブックレット（ミュージック・ビデオの撮影風景）が、初回限定盤Bには「覚醒モーメント」「vs. 〜知覚と快楽の螺旋〜」のライヴ音源を収録したBonus CDとフォトブックレット（ライヴ風景）が付属している。
シングル発売時には山手線・東京メトロ各線・大阪環状線車内において、一編成の車内刷りすべてがシングル発売のPRポスターになる“電車ジャック”が行なわれた。

## 収録曲
1. 想 -new love new world-
（作詞・作曲：福山雅治 / 編曲：福山雅治、井上鑑）
東芝液晶テレビ「REGZA」・ハイビジョンレコーダー「VARDIA」CMソング。
ライヴで盛り上がれる曲や近未来の官能をテーマに制作した。最初に“♪想〜”の部分のメロディが浮かび、そこに他の部分のメロディと歌詞を付け足していった。アレンジはテクノとロック、アナログとデジタルの融合を目指したという。
2. 明日の☆SHOW
（作詞・作曲：福山雅治 / 編曲：福山雅治、井上鑑）
キリン「FIRE」CMソング。
タイトルは漫画『あしたのジョー』へのオマージュ。タイアップ先からのリクエストで、缶コーヒーの主な購入者であるサラリーマンへ向けた“働く男への応援歌”として制作した。かつて自分が思い描いていた人になれなかったが、今この居場所で頑張るよということが歌われている。CM（「その男、ファイア」・「兄貴」・「ネコツムリ」篇）で使用されている音源と若干歌詞が異なっている。
使用ギターはギブソン・J-50 '59、ギブソン・ES-335（エリック・クラプトン・モデル）。
3. HIGHER STAGE
（作詞・作曲：福山雅治 / 編曲：福山雅治、井上鑑）
テレビ朝日系北京オリンピック放送テーマソング。
オリンピックを取材した福山が、自分を高めようと努力する選手たちの想いが人間を限界まで進化させていると感じて書き下ろした楽曲。
北京オリンピック開幕日に当たる2008年8月8日の20時00分からmusic.jp・レコチョクなど主要着うたサイトで期間限定配信され、わずか3時間で20万ダウンロードに到達した（配信開始後3時間は、無料でダウンロードできた）[9]。
ラジオで初オンエアされた時は曲の完成直後であったため、マスタリングされる前の音源でオンエアした。
使用ギターは主にフェンダー・テレキャスターピンクペイズリー '69。
4. 想 -new love new world- (Original Karaoke)
5. 明日の☆SHOW (Original Karaoke)
6. HIGHER STAGE (Original Karaoke)

### 初回限定盤収録内容

#### 初回限定盤A
DVD
1. 想 -new love new world- (Music Clip)
福山初となるフルCGで制作されたMusic Clip[10]。監督は井口弘一。

#### 初回限定盤B
Bonus CD
1. 覚醒モーメント 福山☆冬の大感謝祭 其の八　働きざかりは 末広がり! だから、、、♪年末にもあったんだ♪ Live Take
（作曲：福山雅治 / 編曲：福山雅治、井上鑑）
2007年12月30日パシフィコ横浜 国立大ホールでのライヴ音源。
2. vs. 〜知覚と快楽の螺旋〜 福山☆冬の大感謝祭 其の八　働きざかりは 末広がり! だから、、、♪年末にもあったんだ♪ Live Take
（作曲：福山雅治 / 編曲：福山雅治、井上鑑）
2007年12月30日パシフィコ横浜 国立大ホールでのライヴ音源。

## ミュージシャン
| 想 -new love new world- - Vocal, Guitar:FUKUYAMA MASAHARU - Keyboards:INOUE AKIRA - Drums:YAMAKI HIDEO - Bass:MIKUZUKI CHIHARU - Guitar & Autoharp:OGURA HIROKAZU - Chorus:KOIDE HIROSHI - Programming:MOHRI YASUSHI 明日の☆SHOW - Vocal & Guitar:FUKUYAMA MASAHARU - Keyboards:INOUE AKIRA - Drums:YAMAKI HIDEO - Bass:MIKUZUKI CHIHARU - Acoustic Guitar:YASUDA HIROMI / TOKUTAKE HIROFUMI / HIJIKATA TAKAYUKI - Percussion:MATARO - Strings:KINBARA CHIEKO STRINGS - Programming:MOHRI YASUSHI HIGHER STAGE - Vocal & Guitar:FUKUYAMA MASAHARU - Keyboards:INOUE AKIRA - Drums:YAMAKI HIDEO - Bass:MIKUZUKI CHIHARU - Guitar:OGURA HIROKAZU - Tin Whistle & Flute:YAMAMOTO TAKUO - Chorus:SASAKI KUMI / TANAKA YUKIKO | 覚醒モーメント / vs. 〜知覚と快楽の螺旋〜 福山☆冬の大感謝祭 其の八 働きざかりは 末広がり! だから、、、♪年末にもあったんだ♪ - Vocal & Guitar:FUKUYAMA MASAHARU - Keyboards:INOUE AKIRA - Drums:TSURUYA TOMOO - Bass:MIKUZUKI CHIHARU - Guitar:OGURA HIROKAZU - Flamenco Guitar:OKI JIN - Tenor Saxophone & Flute:TAKENO MASAKUNI - Violin:KINBARA CHIEKO |

## 楽曲の収録アルバム
想 -new love new world-
- 残響
- THE BEST BANG!!
- 福の音

明日の☆SHOW
- 残響
- THE BEST BANG!!
- 福の音